# Material d'aportació

Soldadura forta: junta solapada amb material d'aportació al vèrtex.

Els materials d'aportació, o metalls d'aportació són materials que s'utilitzen en la soldadura forta a part dels components a soldar. Durant la soldadura es fonen i, adherint-se al material base, formen el cos de la soldadura (en estat de fusió) que després de la solidificació, es converteix en el cordó de la soldadura. Quan es solda, el material d'aportació realitza tasques similars a la vareta de soldar quan s'empra la técnica de soldadura tova en la que de vegades també es coneix com material d'aportació. Durant la soldadura forta, el material d'aportació forma la capa del cordó de soldadura. Els materials d'aportació es subministren normalment en forma de varetes o filferros, de vegades també en forma pólvores o pasta.
- La soldadura per fusió de gas utilitza varetes de soldadura que es mantenen a la flama de la torxa per fondre-les.
- La soldadura manual per arc utilitza elèctrodes de vareta, que també s'utilitzen com a elèctrodes. Tenen un recobriment que forma gasos protectors i escòries per protegir el metall de soldadura.
- Els elèctrodes de filferro s'utilitzen en la soldadura d'arc de metall gas (MSG) amb les dues variants de soldadura de metall inert amb gas (MIG) i soldadura de metall actiu amb gas (MAG) i soldadura d'arc submergit.

Els materials d'aportació no inclouen el fundent que faciliten la soldadura o de vegades la fan possible, però no formen part de la peces base de la soldadura. Això inclou el recobriment dels elèctrodes de vareta, els gasos protectors en la soldadura amb gas inert, les pólvores en la soldadura per arc submergit o el buit en la soldadura per feix d'electrons i, en general, el flux (utilitzat sovint en la soldadura).

## Normes
Els materials d'aportació de soldadura es defineixen a les normes següents, entre d'altres:
- ISO 2560, ISO 14341, ISO 636, ISO 14171, ISO 17632 per a acers no aliats i acers estructurals de gra fi
- ISO 18275, ISO16834, ISO 26304, ISO 18276 per a acers d'alta resistència
- ISO 3580, ISO 21952, ISO 24598, ISO17634 per a acers resistents a la calor
- ISO 3581, ISO 14343, ISO 17633 per a acers inoxidables i resistents a la calor
- ISO 14172, ISO 18274 per a níquel i aliatges de níquel